# Umsetzungsdefizit
Ein Umsetzungsdefizit liegt vor, wenn eine EU-Richtlinie nicht innerhalb der von ihr gesetzten Frist in nationales Recht umgesetzt wird.

## EU-Richtlinien
EU-Richtlinien können ihre Wirkung nur entfalten, wenn sie fristgerecht und ordnungsgemäß in nationales Recht umgesetzt werden. Wenn Mitgliedstaaten EU-Richtlinien nicht fristgerecht umsetzen, entsteht eine Lücke im Rechtsrahmen der EU. Anstatt eines Binnenmarktes, der alle Mitgliedstaaten umfasst, entsteht ein viel kleinerer, fragmentierter Binnenmarkt. Kommt ein Mitgliedstaat seinen Verpflichtungen nicht nach, so werden die wirtschaftlichen Interessen aller Mitgliedstaaten beeinträchtigt. Lange Umsetzungsverzögerungen sind dem reibungslosen Funktionieren des Binnenmarkts abträglich. Je länger die Verzögerung ist, desto schwerwiegender können die Konsequenzen für Bürger und Unternehmen sein. Im Durchschnitt benötigen die Mitgliedstaaten zusätzliche 7,3 Monate zur Umsetzung von EU-Richtlinien. Die Nichtumsetzung gilt als Verstoß gegen den Vertrag über die Arbeitsweise der Europäischen Union (AEUV). Deshalb kann durch die EU-Kommission gegen den Mitgliedstaat ein Vertragsverletzungsverfahren eingeleitet werden. Die jeweilige Richtlinie erlangt unter Umständen trotz fehlender Umsetzung unmittelbare Wirkung. Nationale Gerichte sind auch ohne Umsetzung einer Richtlinie gemäß dem Grundsatz der loyalen Zusammenarbeit (Artikel 4 Absatz 3 EU-Vertrag) zu einer unionsrechtskonformen Auslegung verpflichtet.

## Schadensersatzpflicht
Im Übrigen kann sich im Fall nicht rechtzeitiger Umsetzung von Richtlinien ein Land auch gegenüber seinem Staatsbürger schadensersatzpflichtig machen.

## Konkordanzdefizit
Das so genannte Konkordanzdefizit gibt an, bei wie vielen umgesetzten Richtlinien die EU-Kommission Vertragsverletzungsverfahren wegen Nichtübereinstimmung einleiten musste.

## Unvollständigkeitsquote
Die Unvollständigkeitsquote gibt den Anteil der Richtlinien, die von einem oder mehreren Mitgliedstaaten noch nicht umgesetzt wurden, an der Gesamtzahl der Binnenmarktrichtlinien an. Dies ist dem EU-Binnenmarktanzeiger zu entnehmen.

## Beispiel
Die Whistleblower-Richtlinie wurde nicht fristgerecht bis zum 17. Dezember 2021 in nationales deutsches Recht umgesetzt.